# Hyderabad, Ấn Độ
Hyderabad là một thành phố ở phía nam Ấn Độ, nằm bên sông Mūsi là thủ phủ của bang Telangana, đồng thời cũng là thủ phủ của bang Andhra Pradesh cho đến năm 2024. Thành phố Hyderabad là một trung tâm hành chính và thương mại. Thành phố cũng là trung tâm công nghiệp với các ngành sản xuất: bông, lụa, hàng dệt, thuốc lá, giấy, đồ gốm và kính. Phía bên hữu ngạn (bờ phải) của con sông là phố cổ. Dân số thành phố:3.632.094 người, còn dân số vùng đô thị là 6.112.250 người.

## Nhân khẩu
Theo điều tra dân số năm 2001 của Ấn Độ, Hyderabad có dân số 3.449.878 người. Phái nam chiếm 51% tổng số dân và phái nữ chiếm 49%. Hyderabad có tỷ lệ 69% biết đọc biết viết, cao hơn tỷ lệ trung bình toàn quốc là 59,5%: tỷ lệ cho phái nam là 74%, và tỷ lệ cho phái nữ là 65%. Tại Hyderabad, 12% dân số nhỏ hơn 6 tuổi.

## Các công trình nổi bật
Ở trong trung tâm thành phố là Char Minar, một toà nhà hình chữ nhật với bốn mái vòm mà dưới đó bốn tuyến phố chính giao nhau. Nhiều lâu đài được xây bởi các nizam, các nhà thờ Hồi giáo Jamma Masjid và Mecca cũng nằm trong phố cổ. Có năm cầu cầu bắc qua Mūsi đến tả ngạn nơi có khu dinh thự của Anh Quốc, bảng tàng bang, thư viện trung tâm bang. Thành phố cũng có một phòng thí nghiệm công nghiệp lớn. Các trường đại học ở Hyderabad là: Đại học Osmania (1918), Đại học Công nghệ Jawaharlal Nehru (1972).

## Lịch sử
Thành phố được thành lập năm 1589 và nó đã trở thành thủ đô của Nhà nước Hyderabad, một phiên quốc được cai trị bởi các Nizam từ năm 1724, dưới thời Ấn Độ thuộc Anh, Hyderabad trở thành phiên vương quốc giàu có nhất Tiểu lục địa Ấn Độ, bản thân người cai trị của nó là Nizam thứ 7 Mir Osman Ali Khan trở thành người giàu nhất thế giới ở thập niên 30 của thế kỷ XX, với khối tài sản hơn 200 tỷ Đô la Mỹ (tính theo thời giá hiện nay). Năm 1948 các lực lượng Ấn Độ đã sáp nhập nhà nước này và chiếm giữ thành phố. Sau đó dân ở đây đã tham gia một cuộc bỏ phiếu để gia nhập Cộng hòa Ấn Độ. Năm 1956, khi các bang của Ấn Độ được tổ chức lại trên cơ sở văn hóa và ngôn ngữ, Hyderābād và các huyện xung quanh đã trở thành một phần của bang Andhra Pradesh.
Từ năm 2014, một phần bang Andhra Pradesh được tách ra lập thành bang Telangana. Thành phố Hyderābād được chuyển thuộc và trở thành thủ phủ của bang Telangana. Tuy nhiên, thành phố vẫn được quy định là thủ phủ theo luật của bang Andhra Pradesh trong thời hạn 10 năm kể từ năm 2014 trước khi thủ phủ chính thức của bang này được quy định.

## Khí hậu
| Dữ liệu khí hậu của Hyderabad, Ấn Độ (1951–1980)                          | Dữ liệu khí hậu của Hyderabad, Ấn Độ (1951–1980) | Dữ liệu khí hậu của Hyderabad, Ấn Độ (1951–1980) | Dữ liệu khí hậu của Hyderabad, Ấn Độ (1951–1980) | Dữ liệu khí hậu của Hyderabad, Ấn Độ (1951–1980) | Dữ liệu khí hậu của Hyderabad, Ấn Độ (1951–1980) | Dữ liệu khí hậu của Hyderabad, Ấn Độ (1951–1980) | Dữ liệu khí hậu của Hyderabad, Ấn Độ (1951–1980) | Dữ liệu khí hậu của Hyderabad, Ấn Độ (1951–1980) | Dữ liệu khí hậu của Hyderabad, Ấn Độ (1951–1980) | Dữ liệu khí hậu của Hyderabad, Ấn Độ (1951–1980) | Dữ liệu khí hậu của Hyderabad, Ấn Độ (1951–1980) | Dữ liệu khí hậu của Hyderabad, Ấn Độ (1951–1980) | Dữ liệu khí hậu của Hyderabad, Ấn Độ (1951–1980) |
| Tháng                                                                     | 1                                                | 2                                                | 3                                                | 4                                                | 5                                                | 6                                                | 7                                                | 8                                                | 9                                                | 10                                               | 11                                               | 12                                               | Năm                                              |
| ------------------------------------------------------------------------- | ------------------------------------------------ | ------------------------------------------------ | ------------------------------------------------ | ------------------------------------------------ | ------------------------------------------------ | ------------------------------------------------ | ------------------------------------------------ | ------------------------------------------------ | ------------------------------------------------ | ------------------------------------------------ | ------------------------------------------------ | ------------------------------------------------ | ------------------------------------------------ |
| Cao kỉ lục °C (°F)                                                        | 35.9 (96.6)                                      | 39.1 (102.4)                                     | 42.2 (108.0)                                     | 43.3 (109.9)                                     | 44.5 (112.1)                                     | 45.5 (113.9)                                     | 37.4 (99.3)                                      | 36.1 (97.0)                                      | 36.1 (97.0)                                      | 36.7 (98.1)                                      | 34.0 (93.2)                                      | 33.8 (92.8)                                      | 45.5 (113.9)                                     |
| Trung bình ngày tối đa °C (°F)                                            | 28.6 (83.5)                                      | 31.8 (89.2)                                      | 35.2 (95.4)                                      | 37.6 (99.7)                                      | 38.8 (101.8)                                     | 34.4 (93.9)                                      | 30.5 (86.9)                                      | 29.6 (85.3)                                      | 30.1 (86.2)                                      | 30.4 (86.7)                                      | 28.8 (83.8)                                      | 27.8 (82.0)                                      | 32.0 (89.6)                                      |
| Tối thiểu trung bình ngày °C (°F)                                         | 14.7 (58.5)                                      | 17.0 (62.6)                                      | 20.3 (68.5)                                      | 24.1 (75.4)                                      | 26.0 (78.8)                                      | 23.9 (75.0)                                      | 22.5 (72.5)                                      | 22.0 (71.6)                                      | 21.7 (71.1)                                      | 20.0 (68.0)                                      | 16.4 (61.5)                                      | 14.1 (57.4)                                      | 20.2 (68.4)                                      |
| Thấp kỉ lục °C (°F)                                                       | 6.1 (43.0)                                       | 8.9 (48.0)                                       | 13.2 (55.8)                                      | 16.0 (60.8)                                      | 16.7 (62.1)                                      | 17.8 (64.0)                                      | 18.6 (65.5)                                      | 18.7 (65.7)                                      | 17.8 (64.0)                                      | 11.7 (53.1)                                      | 7.4 (45.3)                                       | 7.1 (44.8)                                       | 6.1 (43.0)                                       |
| Lượng mưa trung bình mm (inches)                                          | 3.2 (0.13)                                       | 5.2 (0.20)                                       | 12.0 (0.47)                                      | 21.0 (0.83)                                      | 37.3 (1.47)                                      | 96.1 (3.78)                                      | 163.9 (6.45)                                     | 171.1 (6.74)                                     | 181.5 (7.15)                                     | 90.9 (3.58)                                      | 16.2 (0.64)                                      | 6.1 (0.24)                                       | 812.5 (31.99)                                    |
| Số ngày mưa trung bình                                                    | 0.3                                              | 0.4                                              | 0.9                                              | 1.8                                              | 2.7                                              | 7.6                                              | 10.6                                             | 10.1                                             | 8.9                                              | 5.7                                              | 1.6                                              | 0.4                                              | 51.0                                             |
| Độ ẩm tương đối trung bình (%)                                            | 56                                               | 49                                               | 39                                               | 37                                               | 39                                               | 61                                               | 71                                               | 74                                               | 72                                               | 63                                               | 58                                               | 57                                               | 56                                               |
| Số giờ nắng trung bình tháng                                              | 278.6                                            | 269.3                                            | 263.4                                            | 273.7                                            | 281.5                                            | 179.8                                            | 141.1                                            | 137.3                                            | 167.2                                            | 227.3                                            | 247.1                                            | 263.2                                            | 2.729,5                                          |
| Nguồn 1: India Meteorological Department (record high and low up to 2010) |                                                  |                                                  |                                                  |                                                  |                                                  |                                                  |                                                  |                                                  |                                                  |                                                  |                                                  |                                                  |                                                  |
| Nguồn 2: NOAA (nắng, độ ẩm 1971-1990)                                     |                                                  |                                                  |                                                  |                                                  |                                                  |                                                  |                                                  |                                                  |                                                  |                                                  |                                                  |                                                  |                                                  |